# Carex oblanceolata
Carex oblanceolata är en halvgräsart som beskrevs av Tetsuo Michael Koyama. Carex oblanceolata ingår i släktet starrar, och familjen halvgräs. Inga underarter finns listade i Catalogue of Life.